# Сичовка
Сичовка — місто в Росії, адміністративний центр Сичовського району Смоленської області. Залізнична станція на лінії Вязьма — Ржев.

## Географія

### Розташування
Місто розташоване на північному сході Смоленської області на північних схилах Сичовсько-Вяземських гряд між річками Вазуза (притока Волги) і Лосьміна (впадає в р. Вазуза на північ від міста). Відстань до Смоленська становить 235 км. Місцевість горбиста, порізана ярами, центр міста домінує над районами, прилеглими до річки.

## Історія
Вперше згадується в 1488 році як вотчина тверського князя Івана Молодого, сина московського князя Івана III, з 1493 — палацове село В'яземського повіту. З 1776 року — повітове місто Смоленського намісництва.

## Економіка
У місті працюють електродний завод, молочний завод, м'ясокомбінат, хлібокомбінат, льонообробний завод, нафтобаза. Приватне підприємництво.

## Транспорт
Місто розташоване за 2 кілометри на захід від автодороги Р 134 «Стара Смоленська дорога». Відстань автомобільною дорогою до міста Вязьма становить 70 км, до міста Зубцов — 50 км (від головного в'їзду в місто, з півдня). Автобусне сполучення до Москви, Санкт-Петербурга, Смоленська, Твері, Вязьми, Гагаріна, Зубцова, Ржева, приміські перевезення. Станом на 2011 рік розвинена мережа маршрутних таксі. Залізнична станція на лінії Вязьма — Ржев. Щодня, по 2 рази на день на станції зупиняються приміські потяги Вязьма — Ржев і Ржев — Вязьма (станом на 2011 рік).
На річці Вазуза розвинене мале судноплавство (човни, невеликі катери, катамарани, водні мотоцикли тощо).

## Культура
- Будинок культури на вул. Пушкіна
- Центральна районна бібліотека (ЦРЛ)
- Районна дитяча бібліотека
- Сичовський краєзнавчий музей

## Відомі люди
- Азаров Олексі́й Дмитрович (23 квітня 1950) – український науковець, доктор технічних наук, професор, відмінник освіти України, заслужений працівник освіти України.